# 下間頼照
下間 頼照（しもつま らいしょう、永正13年（1516年） - 天正3年（1575年））は、日本の戦国時代の武将。官位が筑後守であったことから、通称は筑後法橋という。
下間氏は親鸞の時代から本願寺に仕えた一族で、頼照はやや傍流にあたるが、顕如によって一向一揆の総大将として越前国に派遣され、『 朝倉始末記』の記述やその発給文書から実質的な越前の守護、あるいは守護代であったと認識されている。
名は頼照のほかに頼昭、述頼（じゅつらい）。幼名は源次、法名は理乗。下間頼清の子で仲孝の父。

## 事跡
頼照の前半生については詳らかではなく、記録が残るのは天正元年（1573年）頃からである。
天正元年（1573年）朝倉義景が織田信長によって滅ぼされ越前国が織田勢力下におかれた。天正2年（1574年）1月、越前で桂田長俊に反発する民衆を誘って富田長繁が指導者として土一揆を起こし、長俊を滅ぼした。だが、長繁と一揆衆はまもなく敵対し、一揆衆は長繁に代わって加賀国から一向宗の七里頼周を呼んで自らの指導者とし、長繁を滅ぼした。こうして、越前を平定した後に頼照は顕如によって一向一揆の新たな総大将として派遣され、豊原寺を本陣として越前を平定し、実質的な本願寺領とした。
しかし一揆の主力である地元の勢力は、大坂から派遣された頼照や七里頼周らによって家臣のように扱われることに不満をもち、反乱を企てた。
天正2年（1574年）閏11月、頼照はじめ本願寺側の勢力はこれを弾圧した。
天正3年（1575年）夏、織田の勢力が越前に進攻。頼照は観音丸城に立てこもり、木芽峠で信長を迎え撃つ準備をする。8月15日、信長は1万5千の軍をもって越前総攻撃にとりかかった。地元の一揆勢の十分な協力を得られなかったこともあり、織田方の猛攻に拠点の城は落城、頼照は海路をのがれようとしたが、真宗高田派の門徒に発見され、首を討たれた。